# Acanthocalycium
Acanthocalycium subgenul Echinopsis, cactus originar din provincia Cordoba și Catamarca, Argentina.
Sunt cactuși globulari- în unele ocazii sub formă de coloană- ușor de cultivat, deci foarte populari. Speciile cele mai cunoscute sunt:

## Specii
- Acanthocalycium brevispinum
- Acanthocalycium catamarcense o catamarcensis
- Acanthocalycium chionanthum
- Acanthocalycium erythranthum
- Acanthocalycium ferrarii
- Acanthocalycium glaucum
- Acanthocalycium griseum
- Acanthocalycium klimpelianum
- Acanthocalycium spiniflorum
- Acanthocalycium minutum
- Acanthocalycium peitserianum
- Acanthocalycium thionanthum
- Acanthocalycium variflorum
- Acanthocalycium violaceum

## Legături externe

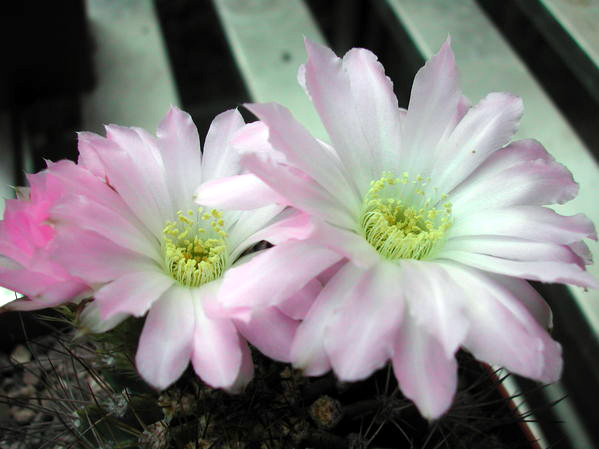
Acanthocalycium spiniflorum